# 御法
| 源氏物語五十四帖 |        |    |        |
| 各帖のあらすじ   |        |    |        |
| 帖               | 名     | 帖 | 名     |
| 1                | 桐壺   | 28 | 野分   |
| 2                | 帚木   | 29 | 行幸   |
| 3                | 空蝉   | 30 | 藤袴   |
| 4                | 夕顔   | 31 | 真木柱 |
| 5                | 若紫   | 32 | 梅枝   |
| 6                | 末摘花 | 33 | 藤裏葉 |
| 7                | 紅葉賀 | 34 | 若菜   |
| 8                | 花宴   | 35 | 柏木   |
| 9                | 葵     | 36 | 横笛   |
| 10               | 賢木   | 37 | 鈴虫   |
| 11               | 花散里 | 38 | 夕霧   |
| 12               | 須磨   | 39 | 御法   |
| 13               | 明石   | 40 | 幻     |
| 14               | 澪標   | 41 | 雲隠   |
| 15               | 蓬生   | 42 | 匂宮   |
| 16               | 関屋   | 43 | 紅梅   |
| 17               | 絵合   | 44 | 竹河   |
| 18               | 松風   | 45 | 橋姫   |
| 19               | 薄雲   | 46 | 椎本   |
| 20               | 朝顔   | 47 | 総角   |
| 21               | 少女   | 48 | 早蕨   |
| 22               | 玉鬘   | 49 | 宿木   |
| 23               | 初音   | 50 | 東屋   |
| 24               | 胡蝶   | 51 | 浮舟   |
| 25               | 蛍     | 52 | 蜻蛉   |
| 26               | 常夏   | 53 | 手習   |
| 27               | 篝火   | 54 | 夢浮橋 |

「御法」（みのり）は、『源氏物語』五十四帖の巻名のひとつ。第40帖。巻名は、紫の上が花散里に詠んだ和歌「絶えぬべき御法ながらぞ頼まるる世々にと結ぶ中の契りを」に因む。

## あらすじ
光源氏51歳三月から八月までの話。
紫の上はあの大病以来、体調が優れることがない。しきりに出家を望むが、源氏は許そうとしない。
三月十日、紫の上発願の法華経千部の供養が二条院で盛大に行われた。明石の御方や花散里も訪れ、紫の上はこれが最後と別れを惜しむ。
夏になると紫の上の容態はいっそう悪くなり、明石の中宮も養母の見舞いのため里帰りしてくる。紫の上は可愛がっていた孫の三の宮（匂宮）に、庭の桜を自分の代わりに愛でて時折仏にも供えて欲しい、とそれとなく遺言する。
風の強い秋の夕暮れ、明石の中宮が紫の上の病床を訪れて、源氏も加わって歌を詠み交わす。その直後紫の上は容態を崩し、中宮に手を取られながら、露のように儚く明け方に息を引き取った。
悲しみのあまり源氏は紫の上から一切離れようとせず、代わりに葬儀全般を取り仕切ることになった夕霧が覗きに来ても隠そうともしない。その死顔は、生前よりもこの上なく美しく見えた。
亡くなったのは八月十四日で、亡骸はその日のうちに荼毘に付された。翌朝八月十五日に葬送が取り行われ、帝や致仕大臣、秋好中宮など多くの人から弔問があった。源氏は世間体を気にして出家の気持ちをこらえ、その日その日を過ごすのだった。